# Galenomys garleppi
Genre
Espèce
Statut de conservation UICN

 DD  : Données insuffisantes
Galenomys garleppi est une espèce de rongeurs de la famille des cricétidés, la seule espèce du genre Galenomys.

## Répartition et habitat
On le trouve dans le sud du Pérou et la partie adjacente de la Bolivie. Il pourrait être présent dans le nord du Chili, bien qu'il n'ai pas été observé. On le trouve généralement à plus de 3 000 m d'altitude. Il vit uniquement dans les zones ouvertes et sablonneuses avec quelques touffes d'herbes.